# Gianfranco Paolucci
Pour les articles homonymes, voir Paolucci.
Gianfranco Paolucci est un escrimeur italien né le 18 février 1934 à Pesaro.

## Palmarès
- Jeux olympiques
  -  Médaille d'argent à l'épée par équipes aux Jeux olympiques de 1964 à Tokyo[1]